# 2652 Yabuuti
2652 Yabuuti (1953 GM) là một tiểu hành tinh vành đai chính được phát hiện ngày 7 tháng 4 năm 1953 bởi K. Reinmuth ở Heidelberg.